# Metri deasupra nivelului mării

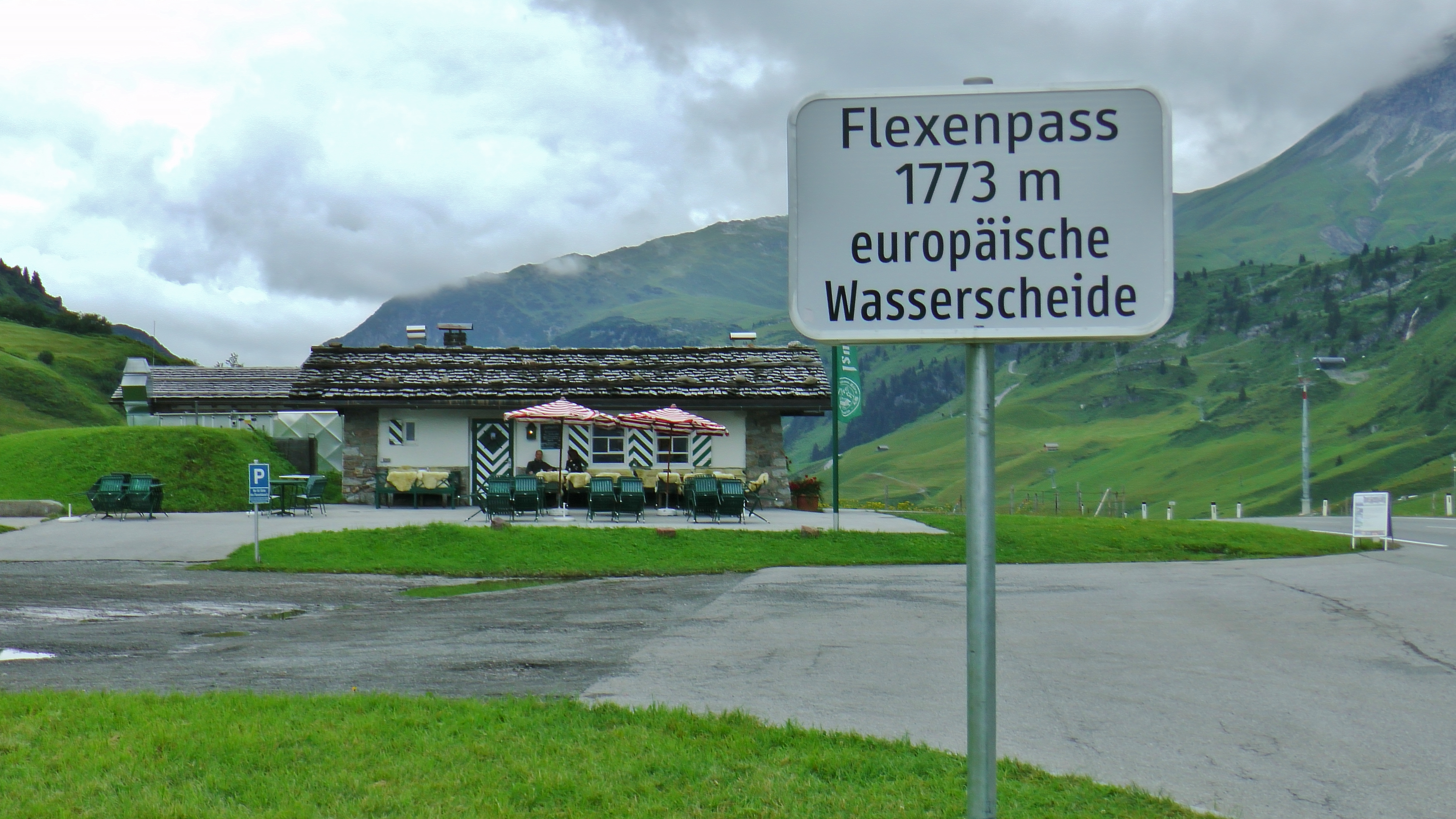
Indicator de altitudine în Pasul Flexen, Austria.

Metri deasupra nivelului mediu al mării (m dNMM), metri deasupra nivelului mării (m dNM) sau simplu, metri deasupra mării (mdM sau m.d.m.), reprezintă o unitate standard de măsură în metri a altitudinii unei poziții în raport cu media istorică al nivelului mării. Există cazuri, tunelele pe sub fundul mării de exemplu, ca valorile să fie negative, acestea având denumirea „sub nivelul mării” (m sNM, m snm).
Nivelul mediu al mării este afectat de-a lungul timpului de schimbările climatice și de alți factori. Din acest motiv, măsurătorile înregistrate în trecut ale altitudinii deasupra nivelului mării a unui anumit punct pot diferi față de altitudinea actuală.

## Utilizare

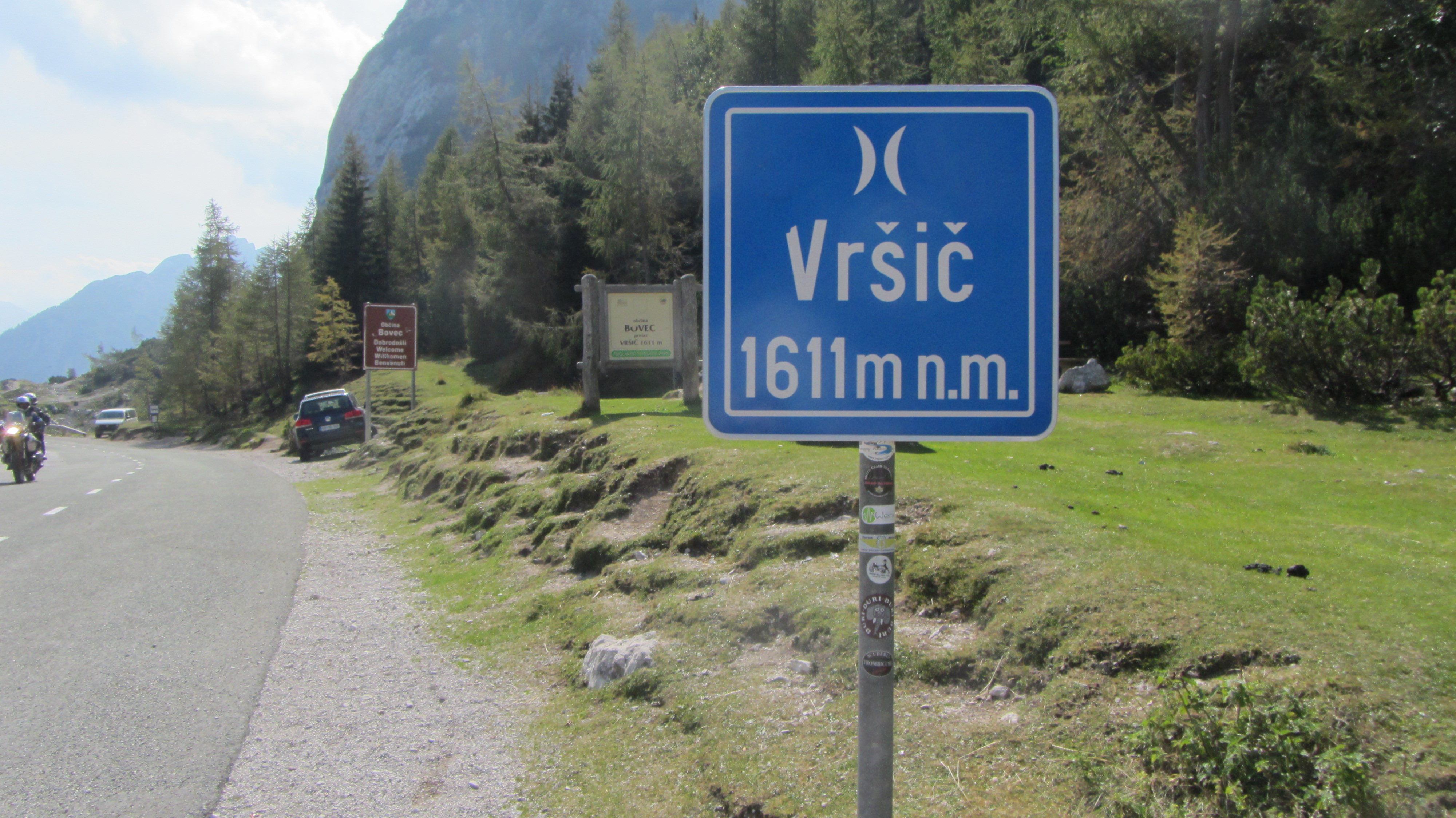
Indicator de altitudine în Pasul Vršič, Slovenia.

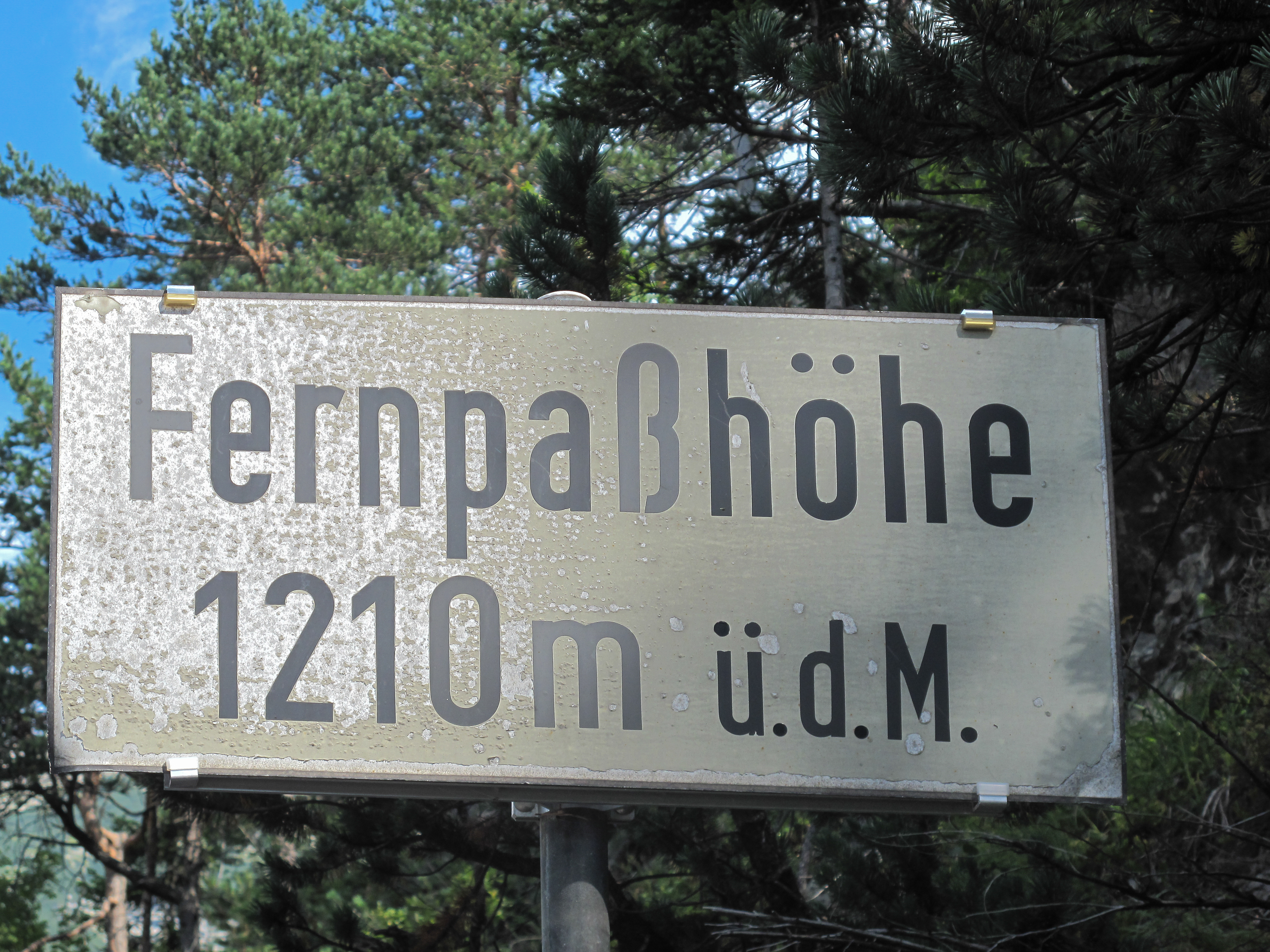
Indicator de altitudine în Pasul Fern, Austria.

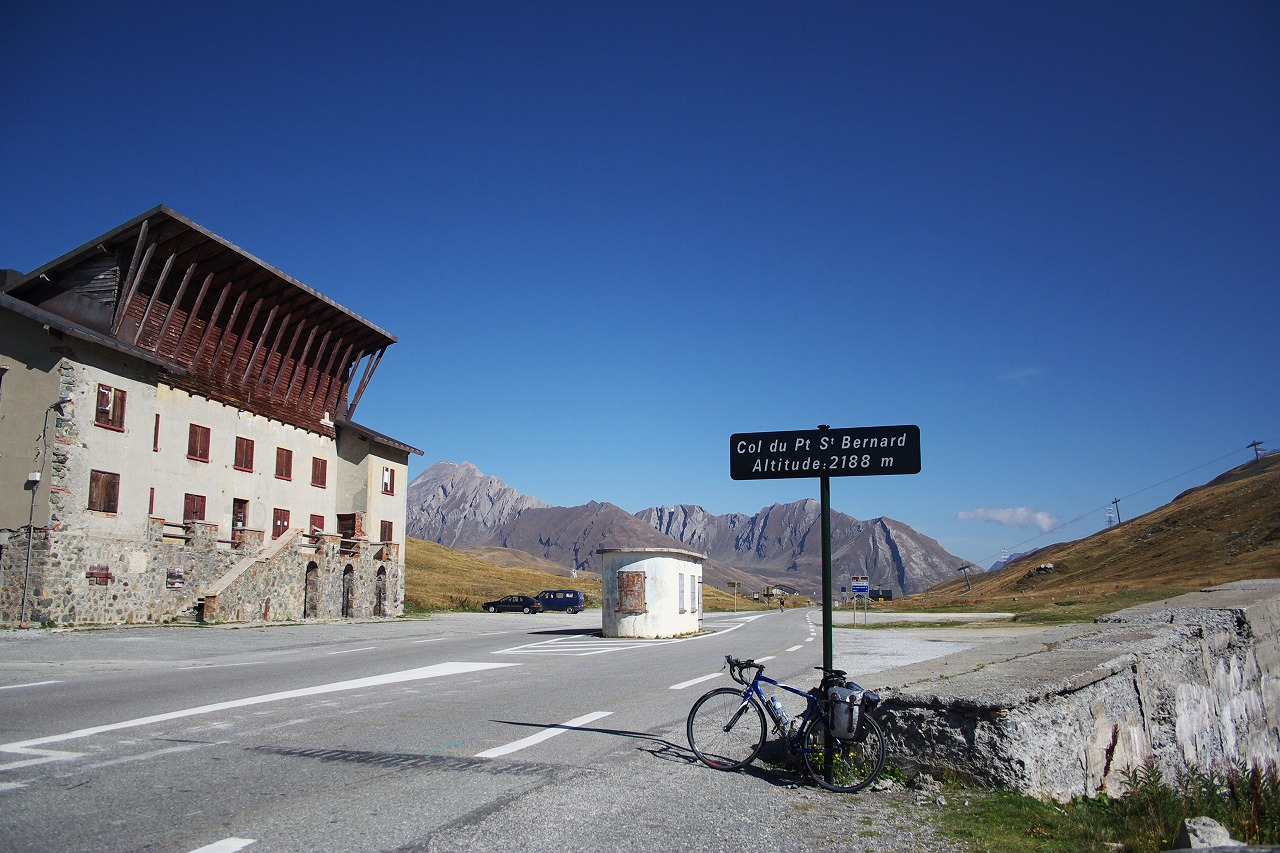
Indicator de altitudine în Pasul Micul Saint-Bernard, Franța.

Metri deasupra nivelului mării este unitatea standard de măsură a elevației sau altitudinii pentru:
- coordonatele geografice ale orașelor, munților sau altor puncte de referință;
- punctul cel mai înalt al clădirilor, al unui tunel, drum sau altor structuri; pot avea valori pozitive dar și negative, sub nivelul mării (m snM);
- aparatele de zbor precum planoarele, avioanele sau elicopterele.

## Cum se determină
Elevația sau altitudinea în metri deasupra nivelului mării a unei locații, obiect sau punct poate fi determinată pe mai multe căi. Cele mai folosite sunt:
- Sistemul de poziționare globală (GPS), care triangulează o poziție în raport cu mai mulți sateliți;
- altimetrele, instrumente ce măsoară în mod obișnuit presiunea atmosferică, care descrește pe măsură ce altitudinea crește;
- fotografia aeriană;
- topografia.

Măsurarea exactă a mediei istorice a nivelului mării este foarte complexă. Aluviunile depuse pe maluri, care apar pe cale naturală în unele insule, pot da o indicație a creșterii nivelurilor mărilor. În mod contrar, eroziunile orizontale vizibile ale malurilor indică o scădere a nivelului mărilor.

## Alte sisteme de măsură
Picioare deasupra nivelului mării este cea mai folosită unitate similară metrilor deasupra nivelului mării în sistemul de măsură american.

## Abrevieri
Unitatea „metri deasupra nivelului mării” este abreviată în mod diferit în diverse țări. În engleză se folosesc „mamsl” sau „MAMSL”, pornind de la abrevierea „AMSL” a expresiei above mean sea level (deasupra valorii medii a nivelului mării). Alte abrevieri sunt „m.a.s.l.” și „MASL”.
În țările de limbă germană se abreviază „m.ü.d.M.”, de la expresia meter über dem Meeresspiegel (metri deasupra nivelului mării), sau „m ü.M.”, de la meter über Meer (metri deasupra mării).
În limba română se folosesc în mod obișnuit abrevierile „m dnm” sau „m dNM”. De asemenea, raportarea se face explicit la nivelul Mării Negre, prin abrevierea „mdMN” (metri deasupra Mării Negre).

## Extreme de altitudine în România
- Orașul Sulina este situat la cea mai joasă altitudine din România, 3,5 metri deasupra nivelului mării;[7]
- Predeal este orașul aflat la cea mai mare altitudine din România. Aceasta variază, în funcție de cartier, între 1.030 și 1.110 m dNM;[8]
- Vârful Moldoveanu, având 2.544 m dNM, este cel mai înalt vârf montan din România;